# Баранівська волость (Миргородський повіт)
Баранівська волость — історична адміністративно-територіальна одиниця Миргородського повіту Полтавської губернії з центром у містечку Баранівка.
Станом на 1885 рік складалася з 52 поселень, 12 сільських громад. Населення 5250 осіб (2535 чоловічої статі та 2715 — жіночої), 852 дворових господарства.
|                     | Площа, десятин | У тому числі орної, дес. |
| ------------------- | -------------- | ------------------------ |
| Сільських громад    | 7857           | 7003                     |
| Приватної власності | 2396           | 1591                     |
| Іншої власності     | 103            | 99                       |
| Загалом             | 10356          | 8693                     |

- Баранівка — колишнє державне та власницьке село при річці Псел за 34 версти від повітового міста, 1350 осіб, 200 дворових господарств, православна церква, школа, постоялий двір, 4 постоялих будинків, 3 лавки, кузня, 2 водяних і 15 вітряних млинів, сукновальня, базари дві на тиждень, 3 ярмарки на рік.
- Великий Перевіз — колишнє державне та власницьке село при річці Псел, 540 осіб, 91 дворове господарство, постоялий будинок, лавка, кузня, 12 вітряних млинів, 2 маслобійних заводи.
- Портянки — колишнє державне та власницьке село при річці Псел, 670 осіб, 102 дворових господарства, православна церква, кузня, 10 вітряних млинів.

Старшинами волості були:
- 1900—1903 року козак Кіндрат Іванович Козель[2],[3];
- 1904—1907 та 1916  року козак Іван Ігнатович Прокопець[4],[5],[6],[7];
- 1913 року Єпіфан Тимофійович Вибіванець[8];
- 1915 року Яків Васильович Данголець[9].